# Санто Стефано ди Сесанио
Санто Стефано ди Сесанио (итал. Santo Stefano di Sessanio) је насеље у Италији у округу Л'Аквила, региону Абруцо.
Према процени из 2011. у насељу је живело 118 становника. Насеље се налази на надморској висини од 1246 м.

## Становништво
Према резултатима пописа становништва 2011. у општини је живело 111 становника.
| 1931. | 1936. | 1951. | 1961. | 1971. | 1981. | 1991. | 2001. | 2011. |
| ----- | ----- | ----- | ----- | ----- | ----- | ----- | ----- | ----- |
| 1.065 | 979   | 791   | 404   | 246   | 199   | 142   | 118   | 111   |